# Драшан
Драша̀н е село в Северозападна България. То се намира в община Бяла Слатина, област Враца.

## География
Село Драшан се намира на пътя Бяла Слатина – Мездра, между селата Габаре и Камено поле. Климатът и теренът на селото са полупланински. 
Местността около село Драшан е богата на иглолистни и широколистни (дъбови) гори. Има голямо разнообразие от билки и гъби. Край селото има язовир, множество пещери и въртопи. В близост до Драшан, посока Камено поле се намира проломът на река Ръчене – удобен за туризъм, алпинизъм и отдих.
Населението на селото е малобройно и застаряващо, около 200 души.

## История
В района на селото са разкрити праисторически, тракийски и късноантични селища и некрополи. В центъра на селото има останки от неизследвано средновековно селище и некропол. На север от днешното село в местността Крещта има останки от селище, което е съществувало през първия период на медно-каменната епоха – пето хилядолетие пр. Хр. Понеже мястото е риголвано за лозе, на повърхността се намират опожарена мазилка от жилища и пещи, късове  керамика с врязани геометрични орнаменти и оръдия на труда от кремък, камък и кости на различни видове животни. Изглежда, че жителите на това селище, при
някаква голяма и сериозна опасност, са потърсили временно убежище в Пещерата на запад от селото. Тази пещера е обърната с отвора на изток и той е висок 6 м и широк 12 м. Върху пода ѝ има тънък културен пласт, в който се намират каменни брадвички и керамика със същите орнаменти, както в селището при Крещта  На 3 км западно от Драшан около изворите в местността
Изворел е имало голямо тракийско селище през желязната епоха. При изкореняване на гора бе разкрит неговият некропол. Погребенията са чрез трупоизгаряне. При глинените погребални урни освен пепел и обгорени човешки кости са намерени бронзови накити и една бронзова котелка, която датира от пети век пр. Хр. На 2 км северно от Драшан вдясно от шосето за с. Габаре, при изкопи за напоителни канали бе
открит интересен трако-римски некропол. Труповете на мъртвите са изгаряни на определено култово място. После от кладата са събирани обгорени човешки кости, накити, монети и съдове, които са поставяни при умрелия преди да бъде изгорен.
Тези предмети са заравяни плитко в земята, заедно с погребалната урна и гробът
е ограждан с камъни във форма на правоъгълник. Бяха разкрити много гробове, направени по този начин и в тях се откриха римски монети от началото на III век и изящно изработени глинени съдове. В други погребения бяха намерени бронзови монети от император Каракала, сечени в Адрианопол, Пауталия и Сердика.
Въпреки че все още няма преведени османски документи от първите векове на владичеството за село Драшан, то е безспорно, че селището е
основано още през българското средновековие и е заварено от османската инвазия
с името Драша̀н или Драгшан. Така е, защото село Драшан лежи върху развалините
на по-старо средновековно селище и името му е от лично име на човек, което е изчезнало вече от употреба. Името на селото фигурира в единствения османски
документ за него, който е с дата 1871 г. В този документ е записано ДРАГШАН (НБ КМ, Ор., сигн. Вд, 118/22). Васил Миков изказва мнението, че името Драгшан е от прабългарски или от кумано-печенежки произход. За пример привежда името на един управител (войвода) на гр. Воден през X век, който се е казвал Драгшан (Миков, В., Произход и значение на имената… С., 1943, с. 134).
В село Драшан има много стари родове, които не знаят прадедите им да са преселени от някъде. Тези стари родове са: Бутолѝнчовци, Въ̀ловци, Въ̀човци, Гѐрговци, Дѝлковци, Ева̀нчовци, Йо̀нчовци, (от които са произлезли На̀новци), после са Кала̀шовци, Ко̀марете, Ко̀цовци – Ку̀новци, Лева̀ците, Лѝловци, Ма̀нчовци, Пипѐрете (Пипѐрците и Ма̀торците), Та̀нчовци, Та̀шковци и Цѐковци. Само за рода Попо̀вци се знае, че са преселници от с. Дъскот. В самите стари родове на Драшан има лични имена, които също издават старинност и са излезли отдавна от обръщение. За пример ще посочим родовото име Бутолѝнчовци, което е от Буто и -_лин_ и означава пожелателното „да вирее, да се развива“.
Село Драшан е дало преди и след Освобождението много изселници в селищата на равнината: в Бяла Слатина, Гостиля, Кнежа и на други места.

## Население
Преброяване на населението през 2011 г.
Численост и дял на етническите групи според преброяването на населението през 2011 г.:
|                     | Численост | Дял (в %) |
| Общо                | 185       | 100.00    |
| Българи             | 179       | 96.75     |
| Турци               | 0         | 0.00      |
| Цигани              | 0         | 0.00      |
| Други               | 0         | 0.00      |
| Не се самоопределят | 0         | 0.00      |
| Неотговорили        | 1         | 0.54      |

## Културни и природни забележителности
Селото е известно със старите си къщи и възможността за планински туризъм.

## Редовни събития
- Съборът на селото е на 23 май.

## Личности
Драшан е родно място на Ботевия четник Сава Вълков Ненков (1833–1905 г.) от рода Въчовци. След разгрома на четата той търси спасение към Сърбия, но е заловен в Пирот. Осъден е в гр. Русе на 5 години заточение в окови на остров Родос, където престоява 2 години. След заточението живее във Враца, където е старши пожарникар. Името на Сава Вълков е записано в тефтерчето на Христо Ботев с имената на четниците и е гравирано на пиедестала на стария Ботев паметник във Враца.

## Други
- Освен ВИК мрежа, селото има постоянно течащи извори с изградени 2 каменни чешми.

Селото е известно с много чистия си въздух, като преди 1989 г. в него се намира едно от училищата в България за деца с белодробни заболявания. След настъпване на демократичните промени училището и пансионът към него са изоставени и са полуразрушени.